# Transnazionale
Una società o un'organizzazione è detta transnazionale, o globale, quando le società facenti parte del gruppo sono situate in paesi diversi, caso simile ad un'impresa multinazionale, ma al contrario di quest'ultime, le società controllate non sono rese omogenee alla controllante, ma hanno un grado di autonomia abbastanza elevato per adeguarsi ai Paesi ospiti, subendo quindi un coordinamento invece che un controllo accentrato.